# Marcel-Marie Dubois

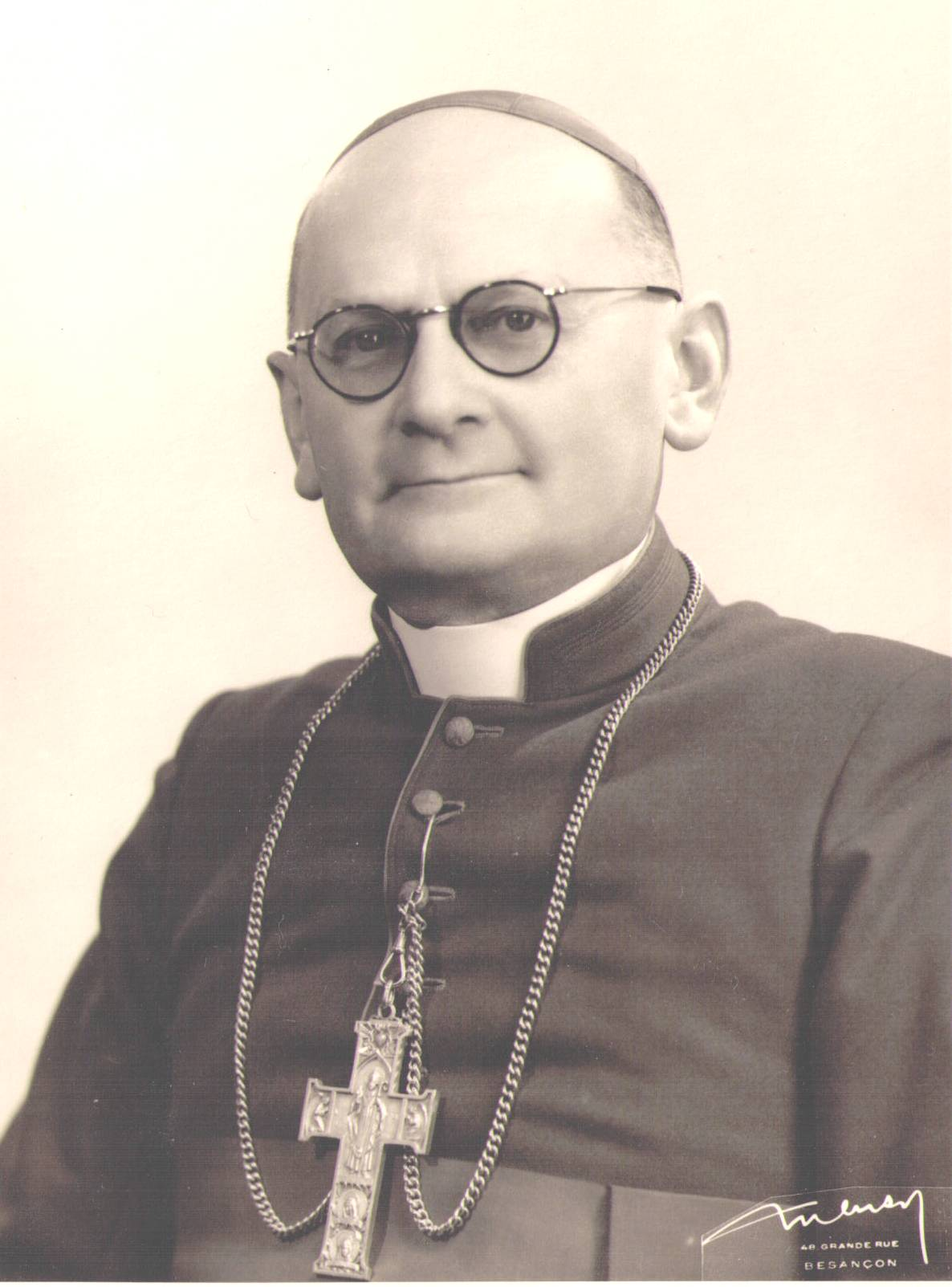
Erzbischof Marcel Dubois

Marcel-Marie-Henri-Paul Dubois (* 16. Mai 1896 in Le Mans; † 12. Juli 1967 ebenda) war ein französischer römisch-katholischer Geistlicher, Bischof von Rodez und Erzbischof von Besançon.

## Leben

### Frühe Jahre
Nach der Schulzeit am Collège Saint-Louis in Mans besuchte Marcel Dubois ab 1913 das Diözesanseminar. Er nahm am Ersten Weltkrieg teil und trat im Oktober 1919 wieder in das Priesterseminar ein. Die Priesterweihe empfing er am 18. Mai 1921 und wurde Lehrer am Knabenseminar in La Flèche. Nach weiteren Studien an der Sorbonne sowie am Institut Catholique ab 1923 lehrte er ab 1925 wiederum am  kleinen Seminar in La Flèche, dessen Leitung er 1933 übernahm. Bei der Mobilisierung 1939 wurde er zunächst als Offizier eingezogen, kehrte aber 1940 in den kirchlichen Dienst zurück und wurde ein enger Mitarbeiter von Georges Grente, dem Bischof von Le Mans, der ihn am 20. Juli 1941 zum Inspektor des kirchlichen Bildungswesens und am 19. September 1943 zum Leiter des Werkes für die geistlichen Berufungen ernannte. Von 1945 bis 1946 war Marcel Dubois Superior des Priesterseminars der Diözese Le Mans.

### Bischofsämter
Am 8. Juli 1948 wurde Marcel Dubois zum Bischof von Rodez ernannt. Die Bischofsweihe spendete ihm am 7. Oktober desselben Jahres in der Kathedrale von Le Mans der Bischof von Le Mans, Erzbischof Georges Grente; Mitkonsekratoren waren Jean-Joseph-Léonce Villepelet, Bischof von Nantes, und Maurice-Paul-Jules Rousseau, Bischof von Mende. Am 10. Juni 1954 wurde er zum Erzbischof von Besançon ernannt. Als solcher weihte er am 25. Juni 1955 die von Le Corbusier entworfene Wallfahrtskirche Notre-Dame-du-Haut in Ronchamp. Eine großangelegte religionssoziologische Untersuchung aus dem Jahr 1961, deren Ergebnisse 1967 veröffentlicht wurden, führte dazu, dass die Diözese umstrukturiert wurde, so wurde die Zahl der Dekanate auf 12 verringert, die Krankenhausseelsorge wurde neu organisiert und ein katechetisches Zentrum eingerichtet.

### Konzil
Als Erzbischof von Besançon war Marcel Dubois Teilnehmer an allen vier Sessionen des Zweiten Vatikanischen Konzils. Zudem war er Mitglied der theologischen Vorbereitungskommission für das Konzil. In den Konzilsversammlungen ergriff er mehrmals das Wort, hauptsächlich zu Fragen der Religionsfreiheit. Im späteren Verlauf des Konzils stand er der Kommission für die Ordensleute vor.

### Letzte Jahre und Tod
Seinem Gesuch um Entlassung aus gesundheitlichen Gründen gab Papst Paul VI. am 2. Juli 1966 statt, zugleich wurde Marcel Dubois zum Titularerzbischof von Synnada in Mauretania ernannt. Er starb ein Jahr später in seiner Geburtsstadt.

## Veröffentlichungen
- Petite somme mariale. 2 Bde. Paris 1957–1961.